# BHI Beauty & Health
Die BHI Beauty & Health Investment Group Management GmbH ist ein deutsches Kosmetik-Unternehmen mit Sitz in Unterföhring. Die BHI Group wurde 2013 von Marcus Asam und Mirjam Sabine Asam gegründet, als Holding für deren Familienunternehmen M. Asam und die zugehörigen Marken. 2016 übernahm Ströer mit 51 % die Mehrheit an dem Unternehmen für 34,7 Millionen Euro.

## Geschichte

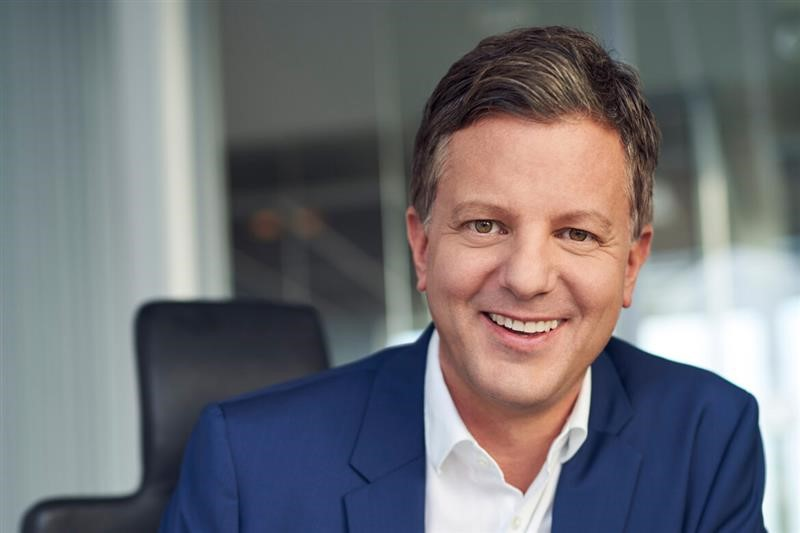
Marcus Asam

Der Vorläufer der Asam Betriebs-GmbH wurde 1963 von Erich und Ingrid Asam gegründet. 1983 wurde in Ilbesheim bei Landau in der Pfalz eine Produktionsstätte errichtet zur Gewinnung von Wirkstoffen aus den Trauben der im Familienbesitz befindlichen Weingärten. Der Sohn der Gründer, Marcus Asam, übernahm das Unternehmen gemeinsam mit seiner Frau Mirjam und gründete 2000 die M. Asam GmbH, deren Produkte ab 2003 in Teleshopping-Programmen vertrieben wurden.
Seit 2005 werden die Produkte des Unternehmens in den USA vertrieben, 2007 agierte das Unternehmen in 26 Ländern. 2011 entstand in Beilngries ein neues Logistik- und Produktionszentrum. 2013 wurde die BHI Beauty & Health Investment Group als Holding für die verschiedenen Familienunternehmen gegründet.
Der Außenwerbekonzern Ströer übernahm 2016 51 % des Unternehmens, die restlichen 49 % verblieben bei Marcus und Mirjam Asam.
Laut Handelsblatt entwickelte sich die Marke Asambeauty während der Pandemie positiv und steigerte ihren Umsatz um 27 % auf 106,3 Mio. Euro.

## Unternehmensstruktur
Die BHI Beauty & Health Investment Group wurde als Gesellschaft mit beschränkter Haftung am 17. Juni 2013 beim Handelsregister München registriert. Die Gruppe fungiert als Holding für die Markenunternehmen M. Asam GmbH, Ahuhu (Eigenschreibweise: ahuhu) GmbH, InnoBeauty GmbH, die Online-Plattform Asambeauty (Eigenschreibweise: asambeauty) GmbH, sowie die Asam Betriebs-GmbH.
Marcus Asam und Carsten Wick sind Geschäftsführer der BHI Group. Geschäftsführer der Asam Betriebs GmbH sind Marcus Asam und Frank Richter.
Ströer hält 51 % an der BHI Group. Der Konzern hält außerdem Anteile an den Tochterunternehmen M. Asam GmbH (51 %), Asambeauty GmbH (100 %), Ahuhu GmbH (70 %), InnoBeauty GmbH (100 %) und Asam Betriebs-GmbH (100 %). 2023 erwirtschaftete die BHI Group einen Umsatz von 202 Mio. Euro.
Die BHI Group hat den Firmensitz in Unterföhring, die Asam-Betriebs GmbH sitzt in Beilngries.

## Auszeichnungen
- 2014: Großer Preis des Mittelstandes für M. Asam[16]